# 杨斯盛
杨斯盛（1851年12月4日—1908年5月29日），字锦春，小名阿毛，江蘇省川沙縣青墩（今上海市浦東新區）人，清朝末年建筑设计师。
杨斯盛以泥瓦工起家於上海。主持建造杨瑞泰营造厂、上海江海北关建榷署多次捐資助賑，先後捐建廣明小學、師範傳習所、浦樂小學、浦東中學、青墩小學，贊助成立土木業公所，捐助洋涇、陸家渡、六裡橋南各個道路，改建嚴家橋，創設上海南市醫院。建立宗祠，置義田，遺囑以自己財產的十分之一傳給子孫，其餘都用於公益。

## 延伸阅读
[在维基数据编辑]
 《清史稿·卷499》，出自趙爾巽《清史稿》